# Теорема Паппа про площі

Площі темно-сірих фігур рівні площам світло-сірих фігур

Теорема Паппа про площі описує співвідношення між площами трьох паралелограмів, побудованих на трьох сторонах довільного трикутника. Теорема, яку можна вважати узагальненням теореми Піфагора, названа на честь грецького математика Паппа Александрійського (4 століття н. е.), який її відкрив.

## Теорема
Нехай задано довільний трикутник з двома довільними паралелограмами, побудованими на цих сторонах.
Теорема показує як побудувати паралелограм на третій стороні так, щоб його площа дорівнювала сумі площ інших двох паралелограмів.
Нехай ABC довільний трикутник, ABDE і ACFG — два довільних паралелограми, побудованих на двох його сторонах AB і AC. Продовжимо сторони DE і FG до їх перетину в точці H. Тоді відрізок AH використовується для побудови третього паралелограма BCML на стороні BC, тобто будуються відрізки BL та CM, причому BL = CM = AH і  {\displaystyle BL\parallel CM\parallel AH}. Тоді виконується наступна тотожність для площ паралелограмів:
{\displaystyle {\text{S}}_{ABDE}+{\text{S}}_{ACFG}={\text{S}}_{BCML}}.
Теорема Паппа узагальнює теорему Піфагора двояко. По-перше, теорему можна використовувати для довільних трикутників, а не лише для прямокутних. По-друге, теорема використовує паралелограми, а не квадрати.
Для квадратів побудованих на двох сторонах довільного трикутника теорема визначає відповідний паралелограм на третій стороні, площа якого дорівнює сумі площ квадратів, а у випадку, якщо дві сторони утворюють прямий кут, то паралелограм на третій стороні також буде квадратом. Для прямокутного трикутника два паралелограми побудовані на катетах прямого кута визначають прямокутник побудований на третій стороні, і знову, якщо два паралелограми є квадратами, то прямокутник побудований на третій стороні також буде квадратом.

## Доведення
Завдяки тому, що паралелограми ABDE і ABUH мають спільну сторону і висоту, то вони мають однакові площі. Аналогічні міркування використовуємо щодо паралелограмів ACFG і ACVH, ABUH і BLQR, ACVH і RCMQ. Це дає бажаний результат, оскільки
{\displaystyle {\begin{aligned}{\text{S}}_{ABDE}+{\text{S}}_{ACFG}&={\text{S}}_{ABUH}+{\text{S}}_{ACVH}\\&={\text{S}}_{BLRQ}+{\text{S}}_{RCMQ}\\&={\text{S}}_{BCML}.\end{aligned}}}